# Lecanora addubitata
Lecanora addubitata är en lavart som beskrevs av Kremp. Lecanora addubitata ingår i släktet Lecanora och familjen Lecanoraceae.   Inga underarter finns listade i Catalogue of Life.